# Усијање (албум)
Усијање је трећи студијски албум Недељка Бајића Баје, издат 1996. године, за Дискос. Музику и текстове за све песме је писао Новица Урошевић.

## Списак песама
Аутор(и) свих текстова: Новица Урошевић, аутор(и) свих песама: Новица Урошевић.
| №   | Назив                 | Трајање |  |
| 1.  | Боја очију            | 3:23    |  |
| 2.  | Тамо где си ти        | 3:35    |  |
| 3.  | Завичај               | 4:00    |  |
| 4.  | Превари њега          | 3:06    |  |
| 5.  | Наследник             | 3:17    |  |
| 6.  | Лажем људе лажем себе | 2:44    |  |
| 7.  | Бежи даље             | 3:59    |  |
| 8.  | Сети ме се, сети сети | 3:20    |  |
| 9.  | Требаш ми ко лек      | 2:40    |  |
| 10. | Мислећи на тебе       | 3:35    |  |
| 11. | Кажи, кажи            | 3:43    |  |
| 12. | Раме за плакање       | 3:13    |  |